# Zola angustata
Zola angustata là một loài bướm đêm trong họ Geometridae.